# Mordella albomacaculata
Mordella albomacaculata là một loài bọ cánh cứng trong họ Mordellidae. Loài này được Lucas miêu tả khoa học năm 1857.